# Gori (Czad)
Gori – wieś w południowym Czadzie, nad rzeką Szari. Znajduje się niedaleko Sarh. Liczy kilkudziesięciu-kilkuset mieszkańców. Jest największą z trzech wsi, w których używany jest język laal.